# Дурачув (Келецький повіт)
Дурачув (пол. Duraczów) — село в Польщі, у гміні Лаґув Келецького повіту Свентокшиського воєводства.
Населення — 88 осіб (2011).
У 1975-1998 роках село належало до Келецького воєводства.

## Демографія
Демографічна структура на день 31 березня 2011 року:
|          | Загалом | Допрацездатний вік | Працездатний вік | Постпрацездатний вік |
| -------- | ------- | ------------------ | ---------------- | -------------------- |
| Чоловіки | 52      | 12                 | 36               | 4                    |
| Жінки    | 36      | 4                  | 24               | 8                    |
| Разом    | 88      | 16                 | 60               | 12                   |